# Liste der Baudenkmäler in Rösberg
Die Liste der Baudenkmäler in Rösberg enthält die denkmalgeschützten Bauwerke auf dem Gebiet von Bornheim (Rheinland)-Rösberg in Nordrhein-Westfalen (Stand: Februar 2014). Diese Baudenkmäler sind in der Denkmalliste der Stadt Bornheim (Rheinland) eingetragen; Grundlage für die Aufnahme ist das Denkmalschutzgesetz Nordrhein-Westfalen (DSchG NRW).

| Bild              | Bezeichnung                        | Lage                                           | Beschreibung                                 | Bauzeit                                        | Eingetragen seit | Denkmal- nummer |
| ----------------- | ---------------------------------- | ---------------------------------------------- | -------------------------------------------- | ---------------------------------------------- | ---------------- | --------------- |
| weitere Bilder    | Burg Rösberg                       | Rösberg Schloßallee 1–17 Karte                 | Architekt: Johann Conrad Schlaun             | 1729–1731, 1835 (Wiederaufbau und Aufstockung) |                  | 12              |
| Fachwerkgehöft    | Fachwerkgehöft                     | Rösberg Steinstraße 11 Karte                   |                                              | 19. Jahrhundert                                |                  | 15              |
| weitere Bilder    | Wasserturm Rösberg                 | Rösberg Theisenkreuzweg 3 Karte                | in den 1990er-Jahren zu Wohnzwecken umgebaut | 1919                                           | 1986             | 17              |
| Gaststätte Talbot | Gaststätte Talbot                  | Rösberg Markusstraße 2 Karte                   |                                              | 1793                                           |                  | 29              |
| weitere Bilder    | Kapelle                            | Rösberg Kuckucksweg (am Ende der Straße) Karte |                                              |                                                |                  | 36              |
| weitere Bilder    | Kriegerdenkmal                     | Rösberg Weberstraße/Markusstraße Karte         |                                              |                                                |                  | 88              |
| weitere Bilder    | Steinkreuz (Grenzkreuz)            | Rösberg Ecke Hemmergasse/Kuckucksweg Karte     |                                              |                                                |                  | 95              |
| weitere Bilder    | Katholische Pfarrkirche St. Markus | Rösberg Von-Weichs-Straße Karte                |                                              | 1707–1710                                      |                  | 131             |
| weitere Bilder    | Wegestock                          | Rösberg Theisenkreuzweg Karte                  |                                              |                                                |                  | 154             |
| Pfarrgartenmauer  | Pfarrgartenmauer                   | Rösberg Weberstraße/Von-Weichs-Straße Karte    |                                              |                                                |                  | 169             |
| Fachwerkhofanlage | Fachwerkhofanlage                  | Rösberg Hemmergasse 16 Karte                   |                                              |                                                |                  | 212             |
| weitere Bilder    | Dobschleider Hof                   | Rösberg Theisenkreuzweg Karte                  |                                              |                                                |                  | 222             |
|                   | Altenberger Hof                    | Rösberg Altenberger Gasse 79                   |                                              |                                                |                  | 223             |
| Fachwerkhof       | Fachwerkhof                        | Rösberg Steinstraße 19 Karte                   |                                              |                                                |                  | 229             |

## Ehemaliges Baudenkmal
| Bild | Bezeichnung | Lage                   | Beschreibung | Bauzeit | Eingetragen seit | Denkmal- nummer |
| ---- | ----------- | ---------------------- | ------------ | ------- | ---------------- | --------------- |
|      | Fachwerkhof | Rösberg Hemmergasse 39 |              |         | gelöscht         | 237             |